# 重要影響事態に際して我が国の平和及び安全を確保するための措置に関する法律
重要影響事態に際して我が国の平和及び安全を確保するための措置に関する法律（じゅうようえいきょうじたいにさいしてわがくにのへいわおよびあんぜんをかくほするためのそちにかんするほうりつ、平成11年5月28日法律第60号）は、重要影響事態が発生した時の政府の対応などに関する日本の法律である。重要影響事態法、重要影響事態安全確保法と略していう。制定時は、周辺事態に際して我が国の平和及び安全を確保するための措置に関する法律（周辺事態法）という名称であったが、2016年の平和安全法制施行に伴う改正により、現名称となった。
1999年（平成11年）5月28日に公布された。

## 目的
そのまま放置すれば、日本の平和及び安全に重要な影響を与える事態（「重要影響事態」）に対応して日本が実施する措置、その実施の手続その他の必要な事項を定め、日米安保条約の効果的な運用に寄与し、日本の平和及び安全の確保に資することを目的としている。2016年に改正法が施行され、日米安保条約の目的の達成に寄与する活動を行う米軍以外の外国軍隊等に対する支援活動が可能になった。また、同時に、それまでは「後方地域支援」という日本特有の定義がされ戦闘が起きる可能性がより低い地域に活動が限定されていたが、「後方支援」に変更され、「戦闘地域」以外であればどこでも活動できるようになった。

## 内容
通常、自衛隊が軍事行動を起こす場合、自国の領域において脅威が発生した場合のみだが、この法律は放置すれば日本に脅威をもたらす場合にも軍事行動をとる事を可能とする法律である。
平成11年に「日米防衛協力の指針」の実効性を確保するため、周辺有事の基本計画や、米軍に対する自衛隊の後方支援や協力を定めたものである。

### 対応措置
- 後方支援活動
- 捜索救助活動
- 船舶検査活動（船舶検査活動法に規定するもの）